# Zygmunt Łotocki
Zygmunt Marian Łotocki (16 de enero de 1904-1940) fue un deportista polaco que compitió en tiro con arco, en la modalidad de arco recurvo. Ganó una medalla de oro en el Campeonato Mundial de Tiro con Arco al Aire Libre de 1932, en la prueba por equipo mixto.

## Palmarés internacional
| Campeonato Mundial al Aire Libre | Campeonato Mundial al Aire Libre | Campeonato Mundial al Aire Libre | Campeonato Mundial al Aire Libre |
| Año                              | Lugar                            | Medalla                          | Prueba                           |
| -------------------------------- | -------------------------------- | -------------------------------- | -------------------------------- |
| 1932                             | Varsovia (Polonia)               | Medalla de oro                   | Equipo mixto                     |